# Галієв Ернест Едуардович
Ернест Едуардович Галієв — український політик. Народився 6 липня 1972 р.
К.ек.н. (2003); кол. нар. деп. України.
Н. 06.07.1972 (м. Харків).
Осв.: Харків. інж.-ек. ін-т (1993), інж.-економіст; Канд. дис. «Грошово-кредитні механізми структурного розвитку економіки в умовах ринкової трансформації» (Харків. нац. ун-т ім. В.Каразіна, 2003).
Народний депутат України 4 склик. 04.2002-04.2006 від блоку Віктора Ющенка «Наша Україна», № 25 в списку. На час виборів: віце-президент Акціонерного комерційного інноваційного банку «Укрсиббанк» (місто Харків), безпартійний. Член фракції «Наша Україна» (05.2002), член фракції «Єдина Україна» (05.-06.2002), член групи «Демократичні ініціативи» (06.2002-05.2004), член групи «Демократичні ініціативи Народовладдя» (05.-09.2004), член групи «Демократичні ініціативи» (09.2004-07.2005), член фракції НП (з 07.2005), член Комітету з питань фінансів і банківської діяльності (з 06.200).
1993—2002 — начальник відділу цінних паперів, віце-президент Акціонерного комерційного інноваційного банку «Укрсиббанк».
Член Ради Національного банку України (жовтень 2000-лютий 2005).
У квітні 2010 року Ернест Галієв повернувся до банківського сектора як член Наглядової ради Альфа-Банку. На новому місці він також виконує функції незалежного директора, завдання яких включають надання консультаційних послуг та надання членів Наглядової ради незалежної експертної оцінки.